# Abhainn Shira
Der Abhainn Shira ist ein Fluss in der schottischen Council Area Argyll and Bute. 
Seinen Ursprung hat der Abhainn Shira im Loch Dochard, einem kleinen See am Südrand der Black Mount, einer Bergkette am Westrand von Rannoch Moor. Loch Dochard wird von mehreren Bächen und kleinen Flüssen gespeist und liegt knapp östlich der Wasserscheide zum Glen Kinglass mit dem direkt in Loch Etive entwässernden River Kinglass. Der Abhainn Shira fließt in West-Ost-Richtung durch ein breites, seit den Highland Clearances weitgehend unbewohntes Tal, das auf der Nordseite von den Munros Stob Ghabhar und Stob a’ Choire Odhair überragt wird. Kurz vor der Mündung in Loch Tulla quert an der Victoria Bridge der West Highland Way den Abhainn Shira.

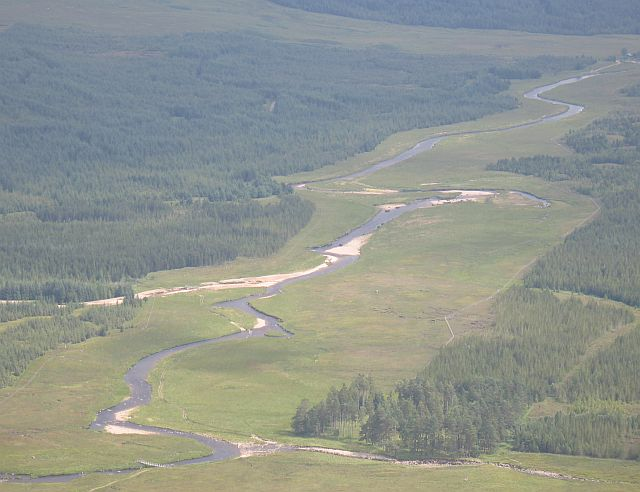
Blick vom südlich liegenden Beinn Suidhe in das Tal des Abhainn Shira
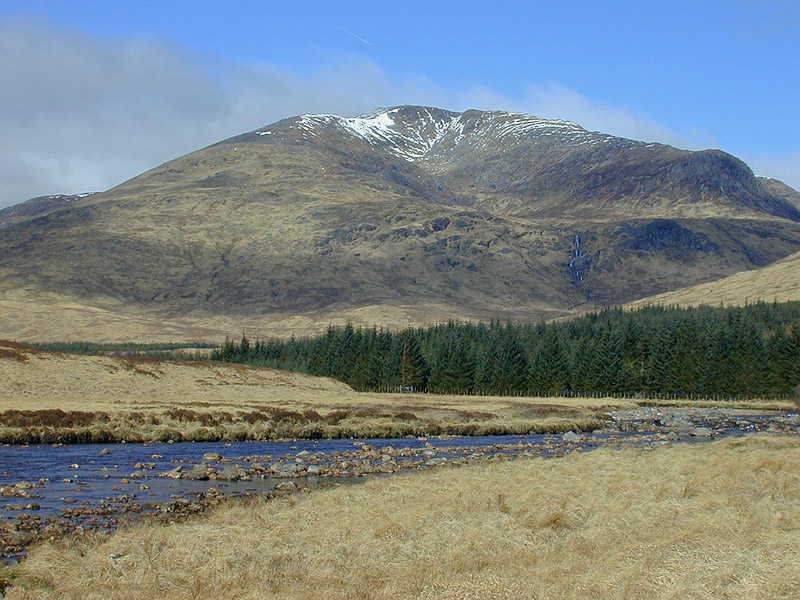
Der Abhainn Shira unterhalb des Stob Ghabhar
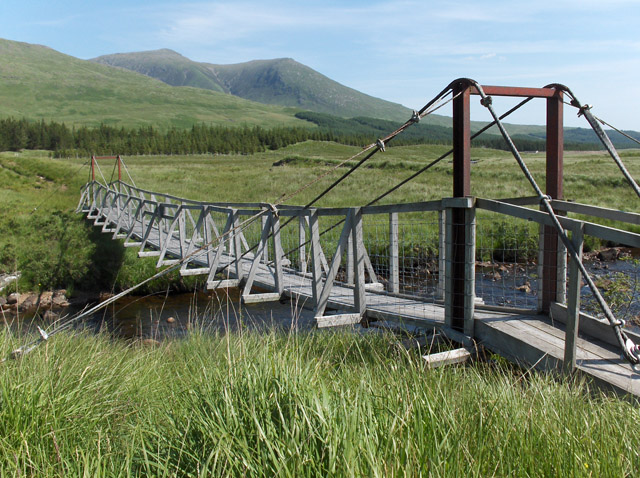
Fußgängerbrücke über den Abhainn Shira